# 索拉夫·柯薩里
索拉夫·柯薩里（1984年11月16日－），出生於西孟加拉邦加爾各答，是一位印度英式撞球運動員。他在2016年IBSF世界撞球錦標賽長局賽決賽中，以617-1500輸給彼得·吉爾克里斯特獲得亞軍。2017年世界職業撞球與司諾克協會（WPBSA）舉辦的世界撞球錦標賽短局賽決賽，他以6-8輸給大衛·考昔爾獲得亞軍。2018年WPBSA世界撞球錦標賽（定時賽）決賽，他以1,134-944擊敗彼得·吉爾克里斯特獲得冠軍。